# Rohan Ferguson
Rohan Ferguson (* 6. Dezember 1997 in Bathgate) ist ein schottischer Fußballtorhüter, der bei Queen of the South unter Vertrag steht.

## Karriere
Rohan Ferguson war in seiner Jugendzeit einer der fünfzig besten Badminton-Spielern in Schottland. Seine Fußballkarriere begann er in Airdrie beim Airdrieonians FC. Bis zum Jahr 2015 spielte der Torhüter in den Jugendmannschaften des Vereins. Am 2. Mai 2015 gab der 17-Jährige Ferguson sein Debüt für den damaligen Drittligisten gegen Dunfermline Athletic. In der folgenden Saison 2015/16 absolvierte er zwei Spiele in der Liga, und ein Spiel in der 4. Runde des schottischen Pokals gegen den Erstligisten Dundee United. In der Saison 2016/17 wurde er Stammtorhüter der Diamonds. Als Tabellendritter qualifizierte sich das Team für die Aufstieg-Play-offs, dort unterlag man in der Verlängerung gegen Alloa Athletic. Insgesamt absolvierte der junge Torhüter 45 Pflichtspiele in dieser Saison, darunter neben der Liga im Ligapokal, FA Cup und Challenge Cup. Im August 2017 wurde der 19-Jährige Ferguson vom schottischen Erstligisten FC Motherwell verpflichtet. Für die Saison 2017/18 wurde er allerdings zurück nach Airdrie verliehen. Dort absolvierte er 31 weitere Pflichtspiele, bevor er im Sommer 2018 zurück nach Motherwell kam. Im April 2019 absolvierte er sein erstes Ligaspiel für Motherwell in der Partie gegen den FC Aberdeen. Ferguson wurde danach an den nordirischen Verein Linfield FC verliehen. Für den Verein debütierte er im Juli 2019 im Europapokal gegen HB Tórshavn.